# Savang
Savang is een kevergeslacht uit de familie van de boktorren (Cerambycidae). De wetenschappelijke naam van het geslacht werd voor het eerst geldig gepubliceerd in 1963 door Breuning.

## Soorten
Savang omvat de volgende soorten:
- Savang sulphuratus Pesarini & Sabbadini, 1997
- Savang vatthanai Breuning, 1963